# Silviu Iorgulescu
Silviu Iorgulescu (n. 28 iulie 1946, București, România) este un fotbalist român retras din activitate, care a jucat pe post de portar la echipe ca Dinamo, UTA Arad și Metalul București. Pe plan internațional, are prezențe la națională pentru România. După încheierea carierei, a devenit antrenor, și a antrenat, printre altele, Gyulai FC⁠(d), UTA Arad și Békéscsaba 1912 Előre SE⁠(d)..

## Carieră
- Dinamo București (1958-1966)
- Siderurgistul Galați (1966-1967)
- Politehnica Galați (1967-1969)
- Oțelul Galați (1969-1971)
- Metalul București (1971-1973)
- UTA Arad (1973-1980)
- SC Bacău (1980-1981)